# ستانلي سميث (مهندس)
ستانلي سميث (بالإنجليزية: Stanley Smith)‏ هو مهندس أمريكي، ولد في 29 سبتمبر 1949 في تشيلسيا في الولايات المتحدة.